# Nerodia rhombifer
Nerodia rhombifer är en ormart som beskrevs av Hallowell 1852. Nerodia rhombifer ingår i släktet Nerodia och familjen snokar.
Arten förekommer i USA och i östra Mexiko. Utbredningsområdet sträcker sig från sydöstra Kansas, södra Iowa och sydvästra Indiana över västra Alabama och Texas söderut. Individerna lever i låglandet och i kulliga områden upp till 750 meter över havet. Nerodia rhombifer kan leva i olika habitat men den behöver vattenansamlingar som vattendrag, dammar, diken, träskmarker eller insjöar i närheten. Denna orm simmar ofta och den är nattaktiv. Nerodia rhombifer håller vinterdvala i jordhålor. Honor lägger inga ägg utan föder levande ungar.
I flera regioner hotas beståndet av vattenföroreningar som bekämpningsmedel mot insekter. Några exemplar dödas av människor som inte vill ha ormar nära sin bostad. Hela populationen anses vara stabil. IUCN kategoriserar arten globalt som livskraftig.

## Underarter
Arten delas in i följande underarter:
- N. r. blanchardi
- N. r. rhombifera
- N. r. werleri